# Mon sang (album)
Albums de Clara Luciani
Cœur
(2021)
Singles
1. Tout pour moi
Sortie : 20 septembre 2024
2. Courage
Sortie : 7 mars 2025

Mon sang est le troisième album studio de la chanteuse française Clara Luciani, sorti le 15 novembre 2024, chez Universal Music Division - Romance Musique.

## Promotion
À la suite de la sortie de l'album, une tournée Tour 2025 est réalisée de fin décembre 2024 à mars 2025 en France, en Belgique et en Suisse.
13 vinyles "marbrés" chacun associés à une chanson de l'album sont mis en vente en édition limitée à la sortie de l'album, l'intérieur de la pochette est réalisée par Jeanine Brito.

## Singles
Le 20 septembre 2024 paraissent Tout pour moi et Romance, les premiers singles extraits de l'album. Tout pour moi est accompagné d'un clip vidéo.
Le 7 mars 2025 sort le deuxième single de l'album: Courage. Il est accompagné d'une version edit par le producteur Yuksek, et d'un clip vidéo publié le 3 avril 2025 qui nous montre les coulisses et les diverses performances scéniques de l'artiste lors de la première partie de la tournée Tour 2025.

## Liste des pistes
| Mon sang (novembre 2024) | Mon sang (novembre 2024)              | Mon sang (novembre 2024)        | Mon sang (novembre 2024)      | Mon sang (novembre 2024) | Mon sang (novembre 2024) | Mon sang (novembre 2024) | Mon sang (novembre 2024) | Mon sang (novembre 2024) | Mon sang (novembre 2024) |
| No                       | Titre                                 | Paroles                         | Musique                       | Durée                    |                          |                          |                          |                          |                          |
| ------------------------ | ------------------------------------- | ------------------------------- | ----------------------------- | ------------------------ | ------------------------ | ------------------------ | ------------------------ | ------------------------ | ------------------------ |
| 1.                       | Cette vie                             | Clara Luciani                   | Clara Luciani, Sage, Max Baby | 2:54                     |                          |                          |                          |                          |                          |
| 2.                       | Tout pour moi                         | Clara Luciani                   | Clara Luciani, Sage           | 3:34                     |                          |                          |                          |                          |                          |
| 3.                       | Mon sang                              | Clara Luciani                   | Clara Luciani, Sage, Max Baby | 2:56                     |                          |                          |                          |                          |                          |
| 4.                       | Romance                               | Clara Luciani                   | Clara Luciani, Sage           | 3:10                     |                          |                          |                          |                          |                          |
| 5.                       | Allez                                 | Clara Luciani                   | Clara Luciani, Sage           | 2:43                     |                          |                          |                          |                          |                          |
| 6.                       | Roule                                 | Clara Luciani                   | Clara Luciani, Sage, Max Baby | 3:29                     |                          |                          |                          |                          |                          |
| 7.                       | Chagrin d'ami                         | Clara Luciani                   | Clara Luciani, Sage           | 3:24                     |                          |                          |                          |                          |                          |
| 8.                       | Interlude                             | Clara Luciani                   | Clara Luciani, Sage           | 2:05                     |                          |                          |                          |                          |                          |
| 9.                       | Courage                               | Clara Luciani                   | Clara Luciani, Sage           | 2:55                     |                          |                          |                          |                          |                          |
| 10.                      | Seule                                 | Clara Luciani                   | Clara Luciani, Sage           | 2:45                     |                          |                          |                          |                          |                          |
| 11.                      | Ma mère                               | Clara Luciani                   | Clara Luciani, Sage           | 3:01                     |                          |                          |                          |                          |                          |
| 12.                      | Tant pis                              | Clara Luciani                   | Clara Luciani, Sage           | 3:45                     |                          |                          |                          |                          |                          |
| 13.                      | Forget me not (avec Rufus Wainwright) | Clara Luciani, Rufus Wainwright | Clara Luciani, Sage           | 4:04                     |                          |                          |                          |                          |                          |
| 40:45                    |                                       |                                 |                               |                          |                          |                          |                          |                          |                          |

## Clips Vidéo
- Tout pour moi : 20 septembre 2024
- Courage : 3 avril 2025

## Classements et Certifications

### Classements hebdomadaires
| Classement (2024)            | Meilleure position |
| ---------------------------- | ------------------ |
| Belgique (Wallonie Ultratop) | 4                  |
| France (SNEP)                | 3                  |
| Suisse (Schweizer Hitparade) | 8                  |

### Titres certifiés en France[14]
- Tout pour moi  Or

### Certifications
| Pays          | Certification | Ventes certifiées |
| ------------- | ------------- | ----------------- |
| France (SNEP) | Or            | 50 000            |